# Cung điện Myślewicki
Cung điện Myślewicki (tiếng Ba Lan: Pałac Myślewicki) là một cung điện tân cổ điển nằm trong Công viên Nhà tắm Hoàng gia của Warsaw. Nó được tạo ra dành cho Vua Stanisław August Poniatowski là một trong những tòa nhà đầu tiên trong Nhà tắm Hoàng gia. Tên của nó bắt nguồn từ tên của làng Myślewice gần đó hiện không còn tồn tại.

## Lịch sử
Ban đầu, cung điện có các triều thần của nhà vua và sau đó là Józef Antoni Poniatowski, cháu trai của nhà vua. Các kiến trúc ô-van phía trên lối vào chính được trang trí bằng chữ cái đầu của ông JP.
Vào thế kỷ 19 và tại Cộng hòa Nhân dân Ba Lan, cung điện đóng vai trò là nhà khách và mở cửa cho những vị khách nổi tiếng như Napoleon I và Tổng thống Hoa Kỳ Richard Nixon. Vào ngày 15 tháng 9 năm 1958, cuộc gặp đầu tiên của các đại sứ của Cộng hòa Nhân dân Trung Hoa và Hoa Kỳ đã diễn ra trong cung điện, được coi là nỗ lực đầu tiên để thiết lập mối liên hệ giữa hai nước.
Mặt tiền được trang trí bằng một hình bán nguyệt lớn với các tác phẩm điêu khắc của Jakub Monaldi mô tả Zephyr và Flora, trong khi phần mái cong nhẹ đề cập đến các thiết kế phổ biến của Trung Quốc  Phần lớn các đồ nội thất nguyên bản còn sót lại sau chiến tranh thế giới thứ hai như tranh của Jan Bogumił Plersch từ năm 1778 và Antoni Gerżabka cũng như đồ trang trí và điêu khắc bằng vữa. Đặc biệt có giá trị là Phòng ăn với tầm nhìn ra Rome và Venice và Phòng tắm với một tấm bạt của Plersch mô tả Zephyr và Flora 